# Solemoviridae
Solemoviridae — родина одноланцюгових РНК-вірусів царства Orthornavirae. Представники родини інфікують рослини (фітовіруси). 

## Етимологія
Назва родини Solemoviridae походить від комбінації назв роду вірусів Sobemovirus і Polemovirus із суфіксом «-viridae», який характеризує назви родин вірусів.

## Структура
Вірусна оболонка відсутня. Вірусний капсид із симетрією Т=3.

## Геном
Солемовіруси мають позитивний одноланцюговий геном РНК. Довжина геному 4652 пар. 3'-кінець не має поліА-хвоста. 5'-кінець має зв'язаний з геномом вірусний білок (VPg).

## Таксономія
Родина віднесена до IV групи Балтиморської класифікації.
Роди:
- Enamovirus
- Polemovirus
- Polerovirus
- Sobemovirus

Некласифіковані види:
- Вірус жовтої карликовості ячменю GPV
- Вірус жовтої карликовості ячменю SGV
- Вірус, пов'язаний із захворюванням нуту
- Вірус розеткоподібного асистента арахісу
- Вірус карликовості індонезійської сої
- Вірус плямистості листя батата
- Вірус некротичної карликовості тютюну